# 호코지 (교토)

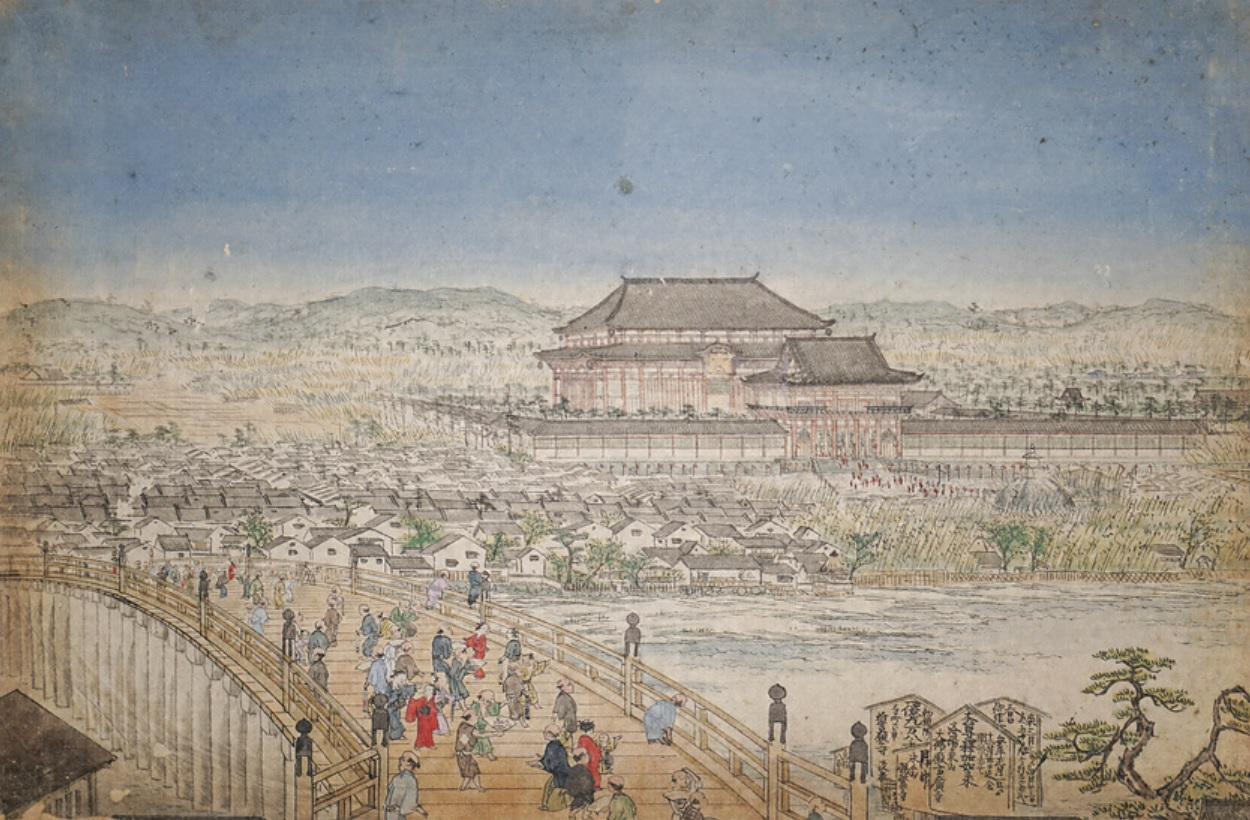
호코지・귀무덤

호코지(일본어: 方広寺)는 일본 교토부 교토시 히가시야마구에 있는 천태종 산문파의 사원이다. 대일여래와 대흑천의 제사를 지내는 곳으로, 1586년 도요토미 히데요시에 의해 나라 도다이지의 것을 모방한 대불전을 조영하기 시작, 1595년에 완성하였다. 도다이지의 대불전은 창건 당시와 가마쿠라 재건 시기에 정면 약 86미터에 측면 약 50미터이지만 호코지 대불전은 정면 약 88미터에 측면 약 55미터로 평면 규모상으로는 매우 거대한 건물이었다. 또한 도다이지의 대불은 높이 약 15미터지만, 호코지 대불은 기록에 따라 약 19미터로 추정된다. 호코지 대불전은 1596년 지진으로 인해 붕괴하였고, 후일 도요토미 히데요리가 복원한 것도 1798년 낙뢰로 인한 화재로 인해 대불전을 비롯한 일부 전각이 소실되었다.
도요토미씨가 지배하던 당시에는 범종이 남아있었으나, 그 범종에 새긴 "국가안강 군신풍락"이라는 명문이 도쿠가와 이에야스를 자극하여, 이에야스는 명문이 자신을 모독하고 있다고 간주하여 오사카성을 공격, 1614년 도요토미 가를 멸문시켰다. 현재 범종은 중요 문화재로 지정되어 있다.
대불전은 2000년 발굴되었으며, 호코지 일대는 현재 공원으로 지정되어 있다.